# Дудник Яким Минович
Яким Минович Дудник (1 жовтня 1881, село Мошни, тепер Черкаського району Черкаської області — 14 березня 1934, місто Харків) — український радянський діяч, заступник голови Ради народних комісарів УСРР, голова Держплану УРСР, нарком земельних справ УРСР. Член Центральної Контрольної Комісії КП(б)У у травні 1924 — грудні 1925 р. Член ЦК КП(б)У в листопаді 1927 — березні 1934 р. Член Оргбюро ЦК КП(б)У в листопаді 1927 — березні 1934 р. Член Центральної контрольної комісії РКП(б) у травні 1924 — грудні 1925 р.

## Біографія
Народився в родині сільського фельдшера. Батько помер у 1892 році.
Закінчив церковнопарафіяльну школу. З тринадцятирічного віку наймитував, працював чорноробом у поміщицькому маєтку. Одночасно навчався в Городищенській нижчій сільськогосподарській школі.
Після закінчення сільськогосподарської школи працював робітником на гуральні. Потім працював на гуральні Кеніга в Харківській губернії, на гуральнях в Курській та Саратовській губерніях.
У 1915 році переїхав на Урал, почав працювати робітником Аша-Балашовського заводу Сімської округи Уфимської губернії.
Член РСДРП(б) з травня 1917 року.
У 1917 році — заступник голови Аша-Балашовської ради робітничих і солдатських депутатів на Уралі. З 1918 року працював в Уфимському губернському продовольчому комітеті та на прловольчій роботі в Казані. У 1918 році був заарештований чехословацькими військами, деякий час перебував у в'язниці міста Казані.
З 1919 року — на відповідальній продовольчій роботі в Башкирії, на Уралі, в Симбірську, Самарі, Уфі та Москві.
З 1920 року — член колегії Народного комісаріату продовольства Української СРР. У 1921—1922 роках — заступник народного комісара продовольства Української СРР.
У січні 1922 — червні 1924 року — заступник народного комісара землеробства Української СРР. Одночасно, у 1922—1924 роках — голова правління Українського сільськогосподарського банку.
У квітні 1924—1925 роках — заступник народного комісара робітничо-селянської інспекції Української СРР, член Президії Центральної Контрольної Комісії КП(б)У.
11 лютого 1925 — 7 грудня 1926 року — народний комісар землеробства Української СРР.
У грудні 1926 — 28 лютого 1933 року — голова Державної планової комісії при РНК УСРР — заступник голови Ради народних комісарів Української СРР.
28 лютого 1933 — 1933 року — 1-й заступник голови Державної планової комісії при РНК УСРР.
У 1933 — 14 березня 1934 року — заступник народного комісара освіти Української СРР. Одночасно був головою комісії чистки партійного осередку Всеукраїнської академії наук (ВУАН).
Делегат XI (1930) і XII (1934) з'їздів КП(б)У та одного із з'їздів ВКП(б).
Помер 14 березня 1934 року після серцевого нападу в місті Харкові. Похований в місті Харкові.

## Вшанування пам'яті
З 1930 по 1950 рік село Мошни, з якого родом був Яким Дудник, називалося Дудницьким.
15 березня 1934 року ім'я Дудника було присвоно Плановому інституту Держплану УСРР.